# Штефан Петричейку
Штефан Петричейку (молд. Ştefan Petriceicu) — господар Молдовського князівства з 10 (20) серпня 1672 по листопад 1673, з грудня 1673 по 22 лютого 1674 і з 25 грудня 1683 по березень 1684.

## Правління
У 1672 Османська імперія почала війну проти Речі Посполитої. Османська армія пройшла через Молдовське князівство, захопила Кам'янець на Поділлі і обложила Львів. Річ Посполита була змушена укласти дуже невигідний їй Бучацький мирний договір, за яким, зокрема, османський гарнізон залишався в Кам'янці. До нього через все Молдовське князівство постійно йшли обози і війська, постачання і квартирування яких лягало на плечі жителів Молдовського князівства. Економічне становище в країні значно погіршилося. У цій ситуації Георге Дуку змінив Штефан Петричейку.
Коли в 1673 відновилася османсько-польська війна, Петричейку перейшов на бік Речі Посполитої. Османська армія була переможена, а війська Речі Посполитої зайняли Хотин і частину Молдовського князівства. Однак частина боярства знову перекинулася на бік Османської імперії. Петричейку розраховував на допомогу Речі Посполитої проти османів, однак через складну ситуацію всередині Речі Посполитої ці надії не виправдалися. Тоді він разом з промосковські налаштованими боярами на чолі з митрополитом Дософтеєм почав переговори про перехід в московське підданство. На початку 1674 до Москви прибув ігумен Федір, який просив захисту від османів. Молдовське звернення знайшло в Московському царстві хороший прийом, так як князівство могло стати цінним союзником, проте Москва не бажала відкритими діями ускладнювати ситуацію і дала ухильну відповідь на питання про підданство. Все ж Московське царство зробило конкретні військові заходи — похід проти Дорошенка, який за дорученням султана тиснув на Молдовське князівство.
Незабаром Петричейку з великою групою бояр, Дософтеєм і військом був змушений шукати притулку в Речі Посполитій, а господарем був призначений грек Думитрашку Кантакузіно. Лише в 1683 році, коли османська армія була розгромлена під Віднем, Петричейку повернувся до Молдовського князівства і виступив з закликом розгромити османів і відновити країну. Народ почав винищувати османів і татар, які утримувалися тільки в фортецях.
Петричейку зробив другу спробу переходу в московське підданство і сформував нове посольство в Москву. Але в Московському царстві ухилилися від переговорів через складну міжнародну ситуацію і недовіру до господаря, який 10 років провів у Речі Посполитій і повернувся на престол завдяки полякам. Посольство не пустили далі Києва, Дософтея та інших бояр нагородили й повернули назад.
Союзниками Молдовського князівства в антиосманській боротьбі стали козаки. У країну увійшов козацький загін на чолі з Куницьким, що співпрацював з польським королем. Населення підтримало козаків, до них приєдналися молдавани з різних районів. За свідченням османського літописця Рашида Ефенді, молдовсько-козацьке військо налічувало 30 тисяч. Куницький розбив татар у Буджаку, проте облога Бендер і Аккермана була невдалою. Положення в країні було неміцним, оскільки неможливо було вести боротьбу проти османів, залишивши гарнізони противника в тилу. В цей же час основні сили татар, що відступали з-під Відня, витіснили молдовсько-козацьке військо за Дністер. Петричейку був змушений покинути Молдовське князівство. Господарем знову став Кантакузіно.
Штефан Петричейку був похований разом з дружиною монастирі святого Онуфрія у Лаврові, напевне, у багато оздобленій крипті каплиці-гробниці, яку віднайшли 1767 року, а срібло з якої пішло на відновлення монастиря.

## Зауваги
1. ↑  щоправда, у цій статті вказаний 1675-й як рік його смерті → див. : Войтович Л. Лев Данилович: Спроба відтворення справжнього портрету «безчесного князя» // Średniowiecze Polskie i Powszechne. — 2012. — No. 4 (8). — S. 92—93. (пол.)